# Palazzo Esercito
Il Palazzo Esercito è un edificio di Roma situato in via Venti Settembre 123, nel rione Castro Pretorio. È sede dello Stato maggiore dell'Esercito italiano e dal 22 febbraio 2017 anche dello Stato maggiore della difesa.

## Storia
L'imponente edificio fu costruito nel 1876, su progetto del Colonnello Luigi Garavaglia e del  Capitano Enrico Bernardini, come sede del Ministero della guerra, in un'area dove un tempo sorgevano le chiese di San Caio, di Santa Teresa e dell'Incarnazione.
Dal 1947 sede dello stato maggiore dell'Esercito.
Nel 2017 dall'adiacente palazzo Caprara è stato trasferito anche lo Stato maggiore della difesa.
All'interno del palazzo si trova anche la biblioteca militare centrale.